# Jedlik Ányos

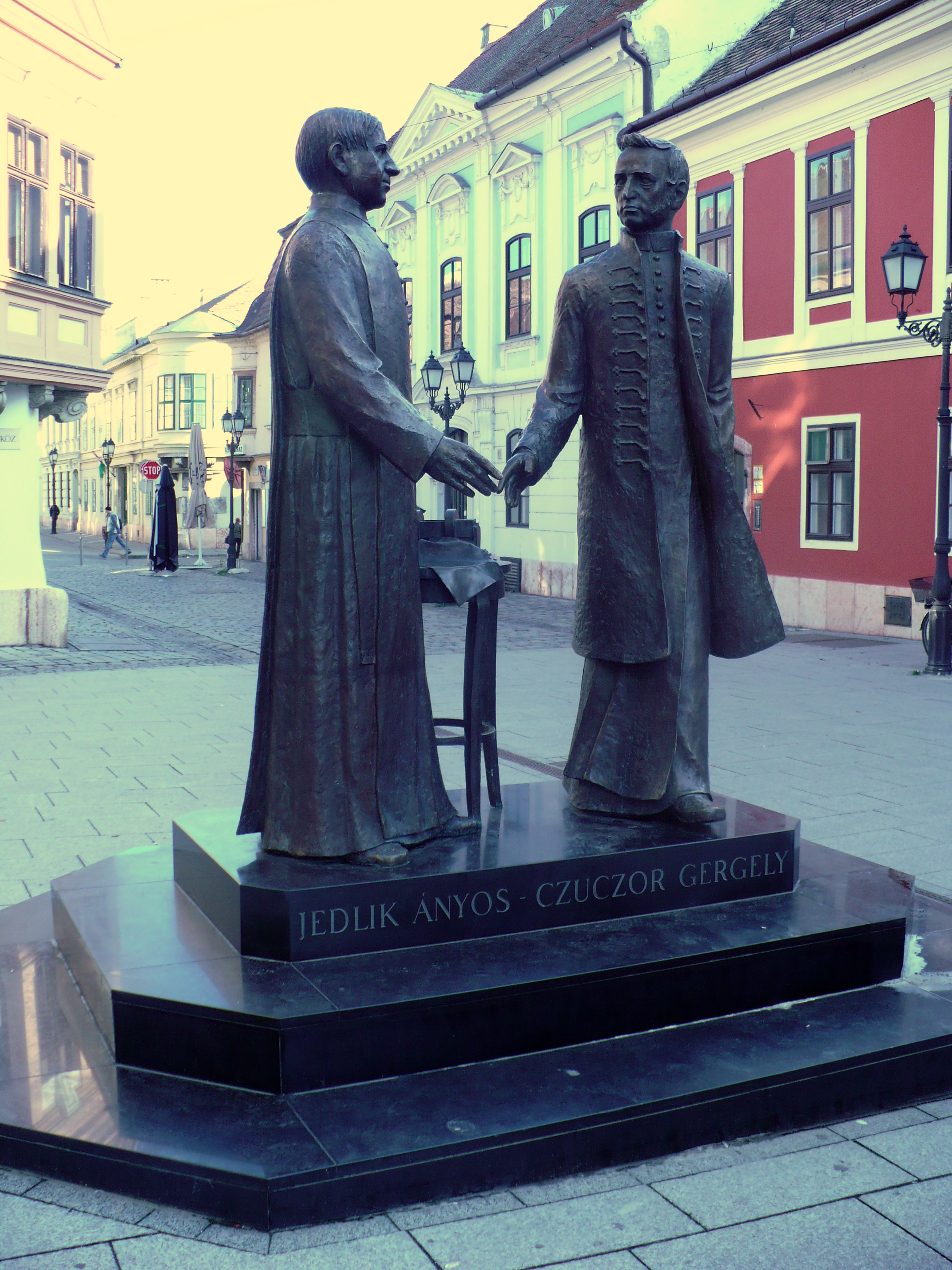
Jedlik Ányos és Czuczor Gergely szobra Győrben (Rieger Tibor alkotása, 2000)

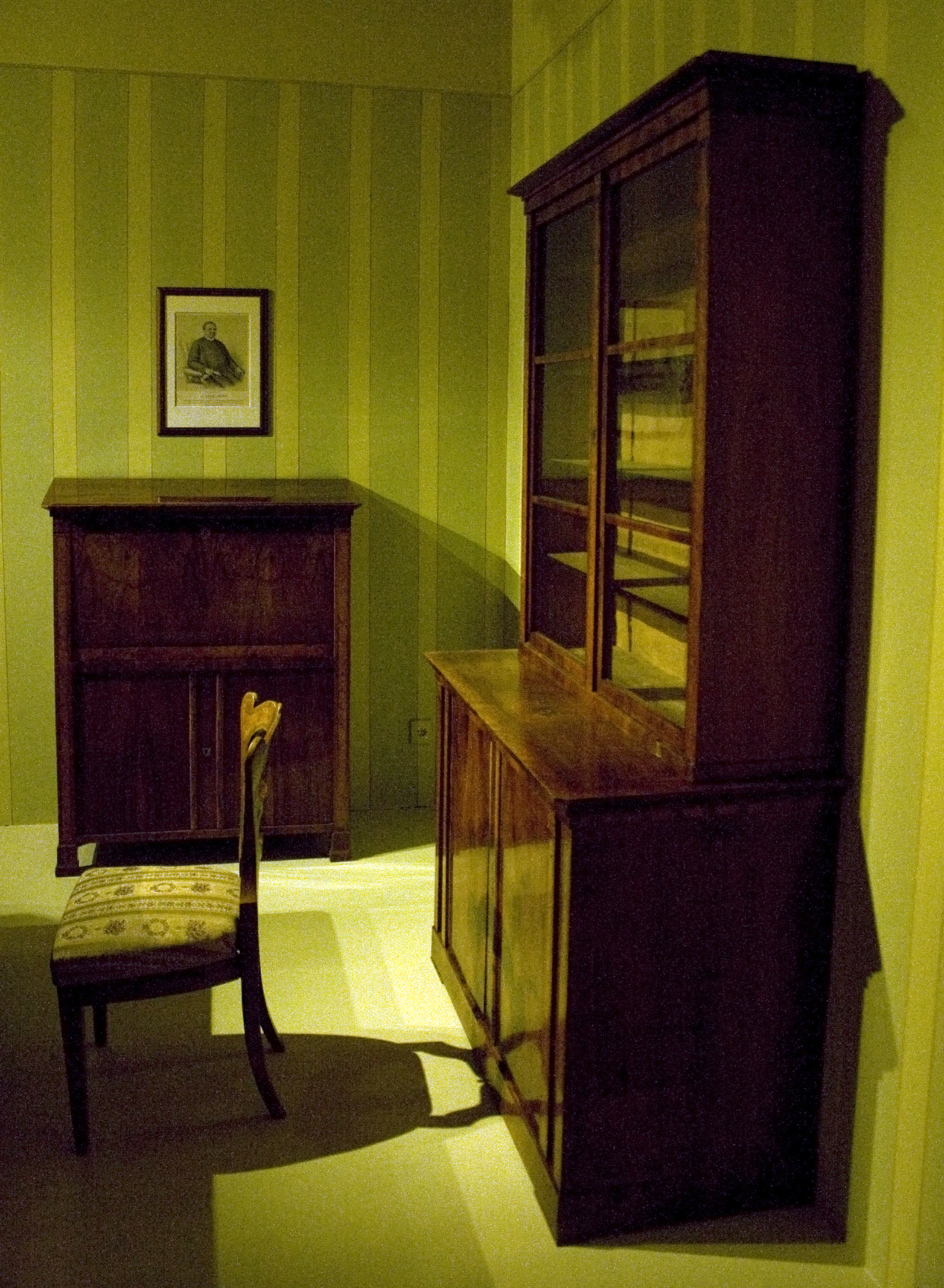
Steindl Ferenc által Jedlik Ányos rendelésére készített bútorok

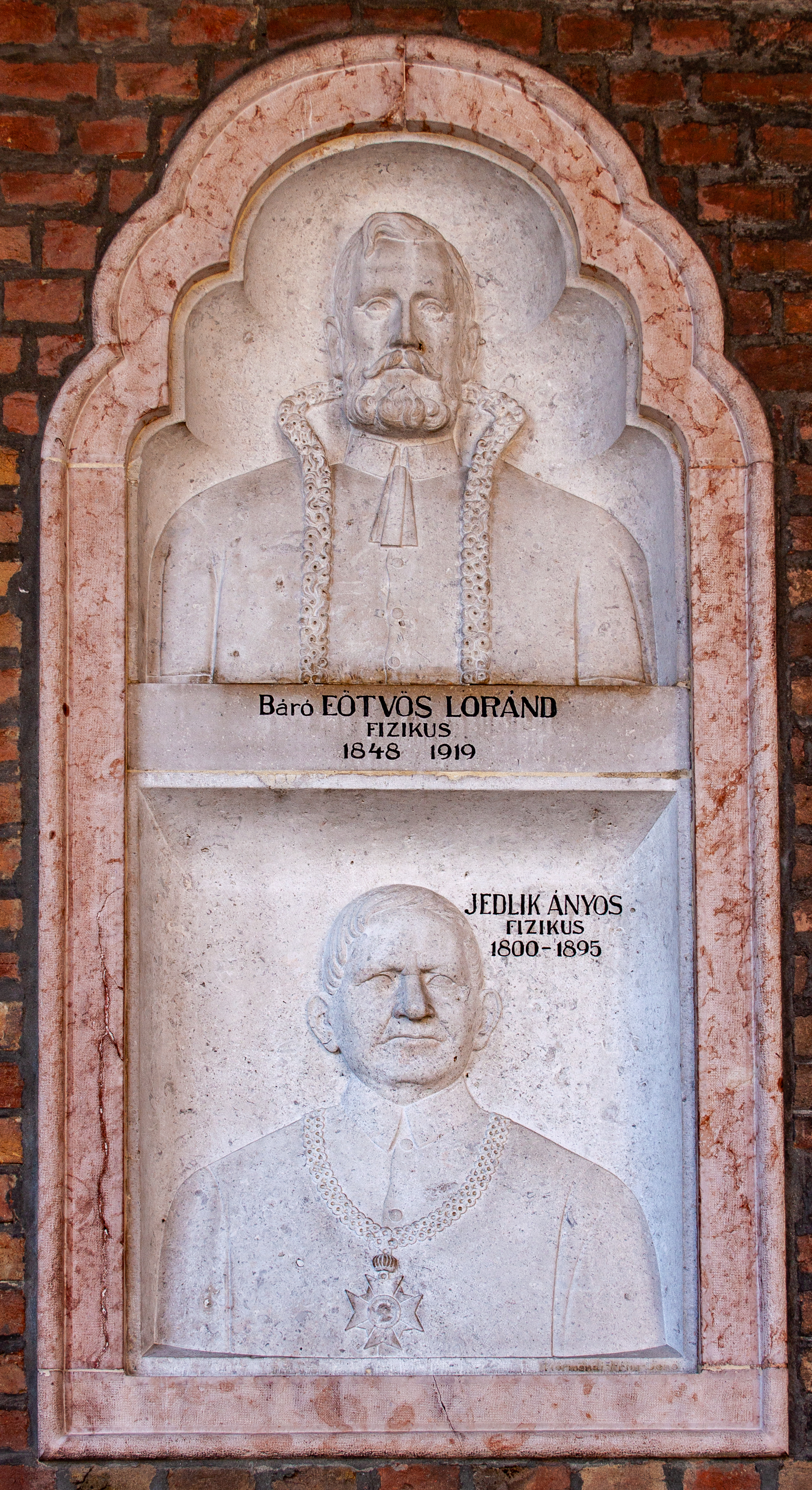
Eötvös Loránddal közös domborműve a szegedi pantheonban (Körmendi-Frim Jenő alkotása)

Jedlik Ányos (Szímő, 1800. január 11. – Győr, 1895. december 13.) magyar természettudós, feltaláló, bencés szerzetes, kiváló oktató. Eredeti neve Jedlik István, az Ányos a rendben felvett neve. Hozzá fűződik többek között az első villanymotor megalkotása, az öngerjesztés elve, a dinamóelv első leírása, a szódavíz magyarországi gyártása és a feszültségsokszorozás felismerése.
Az első elektromossággal foglalkozó magyarországi tankönyv már 1746-ban megjelent, de az elektrodinamika kutatása és oktatásának bevezetése is az ő nevéhez köthető. Az elektromos fejlődés hulláma a 19. század negyedik évtizedétől kezdve Magyarországra is elért, jó ideig egyedül Jedlik munkásságával. Fennmaradt írásai alaposabb feldolgozása azt mutatja, hogy a szerény anyagi eszközökkel rendelkező fizikaszertárak csendes munkása nemcsak, hogy lépést tartott az európai haladással, de nem egy dologban meg is előzte azt.
A Magyar Királyságban 1844-ig a latin volt a hivatalos, így minden magasabb fokú oktatási intézményben is az oktatás nyelve. Egyetemi katedrán először – az 1848-as forradalmi napokban – Jedlik Ányos szólalt meg „deák” helyett magyarul.
Mi magyarok nem vagyunk olyan gazdagok nagy emberekben, hogy könnyelmű felületességgel elhanyagolhatnók őket. Kell, hogy emléküket tiszteljük, hagyatékukat szerető gonddal őrizzük. Az angoloknak nagyjaik számára megvan a Westminster Apátságuk, a franciáknak a Pantheonjuk. Mi csak szellemünkben tudunk pantheont készíteni nagy íróink, politikusaink, tudósaink emlékének. Ezek sorába kell, hogy méltó hely jusson Jedlik Ányosnak, a múlt évszázad csendben, önzetlenül dolgozó tudósának is.

## Életrajza
Szülei, Jedlik Ferenc és Szabó Rozália földművesek voltak. Édesapja anyagi áldozatra is kész volt, amikor tehetséges gyermekének neveltetéséről volt szó. Hároméves otthoni tanulás után Jedliket tízéves korában Nagyszombatba küldte, a bencések gimnáziumába. A negyedik osztályt azonban már Pozsonyban végezte, szintén a bencéseknél, mert apja oda vitte át, hogy németül is megtanuljon. Így három nyelvet is ismert a fiatal Jedlik, mivel szlovákul is tudott.
Pozsonyi tanárai közül Gácser Leó volt rá a legnagyobb hatással. Az ő befolyásának köszönhető, hogy a hatosztályos gimnázium elvégzése után Jedlik Pannonhalmára ment, és a bencés rendbe való felvételét kérte. Példáját követte másod-unokatestvére és egyben osztálytársa, Czuczor István is. A két jól tanuló, tehetséges fiút szívesen fogadták a Szent Márton-hegyen, így 1817. október 25-én beléptek a Szent Benedek-rendbe. Ekkor kapta Jedlik az Anianus magyarosan az Ányos, Czuczor pedig a Gregorius (Gergely) nevet.
Az 1808-ban kiadott királyi rendelet alapján a tanító rendek is tarthattak fenn bölcseleti tanfolyamokat tanulóik részére, ha gondoskodtak olyan tanárokról, akik a pesti királyi tudományegyetemen nyertek képesítést, és emellett tantervüknek is meg kellett egyeznie az akadémiák tantervével. A próbaév kitöltése után Jedlik a rend győri filozófiai tanfolyamán folytatta tanulmányait. Ez a kétéves tanfolyam az akkori akadémiák bölcseleti fakultásának felelt meg. 1818–20-ban bölcsészeti tanulmányokat végzett a rend győri líceumában, majd Pesten szerzett 1822-ben doktori címet, matematikákból, fizikából, filozófiából és történelemből szigorlatozott. 1825-ben szentelték pappá. A rend döntése értelmében 1825-től a győri gimnáziumban tanított, ezt követően pedig a győri líceum fizika tanszékén.
Eközben folyamatosan bővítette szertárát, igen gyakran maga készített ehhez eszközöket, első találmányait is ekkor alkotta. 1831-től a Pozsonyi Királyi Akadémián tanított, miközben nyaranta tanulmányi utakat tett Ausztriába. Később megpályázta az egyetemi tanári állást, és 1840-től már a pesti királyi tudományegyetem bölcsészeti karának fizikai tanszékvezetője. Lakása az egyetemen, a szertár mellett volt, amelynek bővítését itt is a szívén viselte. Munkásságát befolyásolták Oersted, Ampère, Arago és Faraday kutatásai, hatásukra tevékenységének középpontjába a villamosságot állította.
Az 1832–36 között zajlott reformországgyűlés hatására kezdett azon gondolkodni, hogy tankönyvét magyarul írja meg, amihez azonban csak 1843-ban készült el az első magyar nyelvű kézirat. 1844-ben hirdették ki a törvényt, amely szerint a közoktatás nyelve a magyar lett. Ezután az egyetemen 1845-től megkezdődött a magyar nyelvű oktatás. Nagy nehézséget okozott azonban az egységes magyar műszavak hiánya, ezért először a magyar tudományos nyelvet kellett kialakítani, mielőtt a rendelkezést teljes egészében végre lehetett volna hajtani. Jedlik is részt vett a munkában, melynek célja az volt, hogy – különösen a középiskolai oktatás számára – megállapítsák a magyar tudományos műnyelvet, melyhez – Kazinczy Ferenc és Czuczor Gergely unszolására – elkezdte megalkotni a magyar műszaki és természettudományos nyelvhez szükséges szakszavakat. Az 1858-ban megjelent német–magyar tudományos műszótárban (főszerkesztő: Toldy Ferenc, szerkesztők: Jedlik Ányos és Szvorényi József), ő írta a fizikai, kémiai és mechanikai részt. Példaképpen felemlíthető néhány ma is használatos szó, amit ő kezdeményezett: dugattyú, haladvány, merőleges, tehetetlenségi nyomaték, eredő erő, osztógép, dörzsvillany(/m)osság, fénytöréstan, hangszekrény, hullámhossz, hullámvölgy, kiloliter, kilométer, léggömb, légnyomás, műanyag, szögsebesség stb.
Jedlik, akit az 1846/47-es tanévtől kezdve három évre dékánná választottak az egyetem bölcsészkarán, 1846-ban magyarul e szavakkal szólt az évnyitóra összesereglett hallgatósághoz: „…Nincs egyéb hatalom tehát e földön, mint a tudományok varázsereje, melly mind egyeseknek, mind köztársaságoknak annyira óhajtott jóllétét eszközölhetné és biztosíthatná.” Hasonló, tanulásra buzdító szavakkal fordult a hallgatósághoz 1848 márciusában, de a józanságra intő beszéd ellentétes hatást váltott ki az ifjúságból. Az 1848/49-es tanévben már nem tarthatott előadást az egyetemen, még a szertár kulcsát is elvették tőle.
A tanításban beállt kényszerszünetet Jedlik két dologra használta. Hazafias érzéseinek sugallatára beállt nemzetőrnek. Őrséget állt, árkot ásott, ott segített, ahol szükség volt rá. Amikor Pest lövetése megkezdődött, a szertárat nehéz munkával biztonságos helyre mentette. A szabadságharc után nehéz idők következtek reá is, nehezen találta helyét. Bár újra taníthatott, de csak német nyelven. Megmaradó idejében egyetemi tankönyvének kéziratát rendezgette. Az első kötetnek, amelybe mechanika, hangtan és kémia került, a „Súlyos testek természettana” címet adta. A könyvet 1850-ben, saját költségén jelentette meg. Elkezdte a második részt is, de félbehagyta. Jedliket ugyan visszavették az egyetemre, tarthatott újra – németül – előadásokat, de már szinte alig volt kinek. 1850-től kezdve a műszaki képzést leválasztották az egyetemről, az egyetemi Institutum Geometricumot az Ipartanodához csatolták.
Ezekben az években több időt töltött találmányaival és tankönyvek írásával. A Természettan elemei első könyvét, a Súlyos testek természettana címmel 1850-ben adta ki, később a második és harmadik könyvet a Hőtan és Fénytan címmel láttak napvilágot, amelyek az akadémián is nagy elismerést váltottak ki, s ami ott rendkívüli esetnek számított, a levelező tagságot átugorva, ugyanazon napon rögtön rendes tagnak választották. 1863–64-ben már elismert tudós, az egyetem rektora volt.
Az idő teltével barátai váratlan halála (Czuczor Gergely: 1866, Eötvös József: 1871) figyelmeztette életének rövidségére, így egyre inkább visszavonult, hogy saját kutatásainak élhessen. E mellett azért az egyetem segítségére volt az oktatás fejlesztésében, tanulmányutat tett németországi egyetemeken.
1878-ban egyetemi professzori helyét az akkor 30 éves Eötvös Loránd vette át. A győri rendházba vonult nyugalomba, ahol szellemi frissességét megőrizve folytatta a munkáját, amennyire egészsége és a szűk hely engedte. 1895-ben, hosszú és sikeres élet után hunyt el, majdnem 96 évesen. Halála után első nyughelye a régi, úgynevezett Belvárosi temető bencés kriptája volt. A búcsúbeszédet Eötvös Loránd mondta.
Jedlik 1800-ik évi januárius hó 11-ikén született Szímő helységben, Komárom megyében, mint földmíves szülők gyermeke. A keresztségben az István nevet kapta. Az írást, olvasást faluja iskolájában tanulta, s azután tanulmányait a nagyszombati, utóbb a pozsonyi gimnáziumban folytatta. Pozsonyban betegesen kezd. Az akkori gimnázium hat osztályának elvégzése után, 1817-ben a Szent Benedek-rend növendékei közé lépett, és mint újonc, Anianus, magyarosan Ányos névvel jelölve, az 1818-ik évet már Pannonhalmán töltötte. Ez volt a döntő lépés életében. Kezdete nemcsak tudományos pályájának, hanem egyénisége alakulásának, jelleme fejlődésének is. A rendíthetetlen hit Istenben, a tudományszeretet, a tanítónak soha nem lankadó szorgalma, az embertársainak bajai iránt fogékony jó szív, az önzetlen hazaszeretet, mind olyan vonások, melyek Jedlik jellemében rendjének hagyományos szokásai nyomán indultak fejlődésnek és erősödtek meg. Szerzetesi életéből származott azonban egy nagy hibája is, a félénk zárkózottság, amely akadályozta, hogy másokkal érintkezése által tudományos látóköre bővüljön, és hogy viszont ő tudományával másokra éltető hatással legyen…
Ahogy a város gazdasága fejlődött, ahogy a 19. század utolsó harmadában egymás után születtek a gyárak – a vagongyár éppen a temető közelében – szükségessé vált a temető bezárása. Erről a közgyűlési határozat 1912-ben született meg. A bezárás idejét 1931. december 31-ében állapította meg. Ezt azonban többször módosították: 1942. január 31-ére, majd „bizonytalan időre elhalasztva.”
Innen az áttelepítésre 1935. augusztus 1-jén került sor. Áttelepítették az Újtemetőbe, ahol a Bencés Rend húsz koporsó befogadására alkalmas sírboltot alakíttatott ki. A síremlék feliratában (5. helyén) olvasható Jedlik Ányos neve. Ezután 1942-ben kerültek Jedlik Ányos földi maradványai a harmadik helyre, amikor az illetékesek több más kiváló győri személyiséggel együtt Jedlik Ányosnak is díszsírhelyet adtak. Az ide történt újratemetés egyházi szertartását Apor Vilmos akkori győri megyés püspök végezte.
Jedlik egész életfelfogására jellemző, amit halála előtt néhány nappal Acsay Ferenc győri igazgatónak mondott, amikor az utolsó szentségeket szolgáltatta ki neki: „Kedves rendtárs úr, életem hosszú volt, de a munka sohasem fárasztott. Hová kellene lennünk, ha az Isten a munkára való képességet megvonná tőlünk”. Nála a munka csakugyan az a csendes segítőtárs volt, amely egész életét végigkísérte vigasztalásával. Nagy szenvedélyei sohasem voltak, léha örömöket nem keresett, mindezekért kárpótolta, hogy mindent megtalált munkájában, ami nem robotolás volt számára, hanem örömöket nyújtó életfeladat.

## Fontosabb találmányai
Fiatal korára az általános érdeklődés volt jellemző, foglalkozott kémiával, elektrokémiával (galvánelemekkel), később az elektromossággal kapcsolatban volt sok alkotása, és kiemelkedőek voltak az optikai kísérletei. Munkásságából két korszakalkotó felfedezése emelkedik ki: az elektromotor és az öngerjesztésű dinamó. Az első, akinek sikerült áramvezetőt mágnesrúd egyik sarka körül forgatni, Faraday volt. Erről egy 1821-ben megjelent cikkében számolt be. A következő lépés Peter Barlow mágnespatkó szárai között forgó fogazott kereke volt, amely higanyba merülő fogak és a kerék tengelye között folyó sugárirányú áramtól jött forgásba. A fejlődés láncolatába ezen a ponton kapcsolódott be Jedlik villámdelejes forgonya, amely két új elemet vitt a szerkezetbe: az egyik az acélmágnes helyére kerülő elektromágnes, a másik pedig a higanyvályús kommutátor volt.

### A villanymotor

#### Működési elve

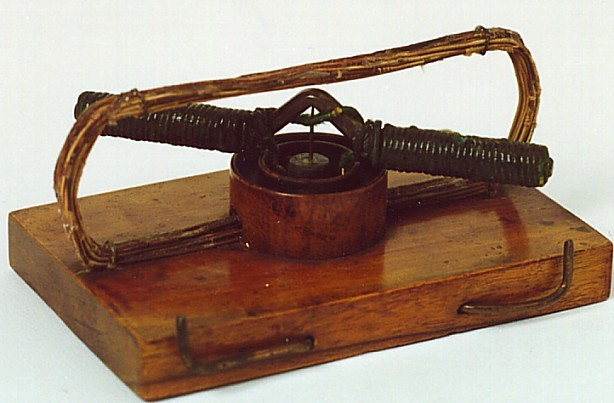
„Villamdelejes forgony”, Magyar Iparművészeti Múzeum

A „villamdelejes forgony” lényegében egy egyenáramú gép. A képen látható külső tekercs egyenárammal van táplálva. A tekercsben folyó áram a jobbkéz-szabállyal megállapítható irányú erővonalakat hoz létre. Mivel a tekercs unifiláris kivitelű (egyszeresen, egy irányba csévélt), ezért a tekercs meneteiben folyó áram iránya megegyezik, ezek az erővonalak azonos irányú, a tekercs síkjára merőleges mágneses teret hoznak létre. A létrejövő mágneses tér nagysága függ a tekercs menetszámától és a rajta átfolyó áram nagyságától (ezt hívják fajlagos gerjesztésnek). A belső tekercs tekercselési iránya végig megegyező (szintén unifiláris). A benne folyó áram itt is a jobbkéz-szabállyal megállapítható irányú mágneses erővonalakat hoz létre. A létrehozott mágneses tér a tekercsben tengelyirányú. A belső tekercsben elhelyezett vas miatt elektromágnesként viselkedik. A külső mágneses tér hat a belső mágnesre, és a fellépő Lorentz-erő a belső tekercset elfordítja, egészen addig, míg a belső tekercs hossztengelye a külső tekercs síkjába nem kerül. Ebben a helyzetben a tengelyen lévő kommutátor a belső tekercsbe folyó áram irányát megfordítja, és a forgás folytatódik. Itt a kommutátor szerepe a belső tekercsvégek higanyba merülő polaritásváltásával van megoldva. A külső tekercs áramirányának változatlanul hagyása mellett, és a belső tekercs ellentétes irányú táplálásakor a forgás iránya ellentétes lesz.
…mivel a villamdelej a multiplikátor delejes hatása alatt azon helyzetből, amelyben a hossza a multiplikátor huzalainak irányával egyenközű, ott megint nyugvó állapotba jönne, ahol a delej hossza a multiplikátor huzalainak irányával épszöget képez: tehát avégett, hogy azon helyeken meg ne állhasson, hanem forgó mozgásba jöjjön s azt megszakadás nélkül folytassa, a multiplikátor szerkezete úgy módosítandó, hogy a villamdelejen létező huzaltekercsben a villam folyam ellenkező irányúvá változzék ott, ahol a villamdelej hossza a multiplikátor huzalainak irányával épszöget képez.
Jedlik mindjárt háromféle forgókészüléket gondolt ki:
- az elsőben a multiplikátor[m 2]-tekercs áll, benne forog az elektromágnes
- a másodikban az elektromágnes áll és körülötte forog a multiplikátor-tekercs
- a harmadikban a multiplikátort elektromágnes helyettesíti: az egyik elektromágnes forog a másik szilárdan álló elektromágnes felett[4]

Kivitelét tekintve lehet:
- az állótekercs és a forgótekercs sorba kötve
- az állótekercs és a forgótekercs párhuzamosan kötve

Jedlik találmányának lényegét, a tisztán elektromágneses forgást csak mintegy hat esztendővel később, a német Moritz von Jacobi, motorján lehetett újra látni, amelyet a Francia Természettudományi Akadémián mutatott be Párizsban. Ez a Jedlik-féle harmadik megoldási mód szerint épült gép már gyakorlati célokra alkalmas villamos motor volt, amely 1838-ban Szentpéterváron a Néván egy 12 személyes csónakot hajtott.
A feltalálás időpontjára és eredeti voltára nézve Jedlik a következőképpen nyilatkozott:
Midőn az imént tárgyalt villamdelejes forgó mozgásokra való készüléket 1827 és 1828 évek alatt jó eredménnyel létrehoztam, akkor még nem lehetett hasonló szerkezetű villamdelejes készülékeknek, vagy azok segítségével mások által tett kísérleteknek leírását a kezemnél létezett folyóiratokban vagy egyes természettani munkákban találni és olvasni. Ezen körülménnyel fogva részemről azon véleményben voltam, hogy a leírt villamdelejes készüléknek és használati módjukban a feltalálója én vagyok, de csak a magam egyéniségére nézve; mert miután mint kezdő természettani tanárnak többször volt alkalmam azt tapasztalni, hogy némely természettani tünemények, melyekre csak saját belátásom és kutatásom útján jöttem, már másoknál jóval előbb ismeretesek s némely természettani könyvben már közzé is voltak téve, de nekem még nem volt időm és alkalmam azokról tudomást szerezni. Ezen vélemény mellett még továbbra is megmaradtam (…). Jelenleg már bajos volna a feltalálási prioritásról bárkivel vitatkozni […].
A készüléket tökéletesítve és modellt alkotva megmutatta, hogy az áram járművek hajtására is alkalmas, így megteremtette a későbbi elektromos mozdonyok, vagy a mai áram hajtotta autók nagyon korai ősét.

### A dinamóelv

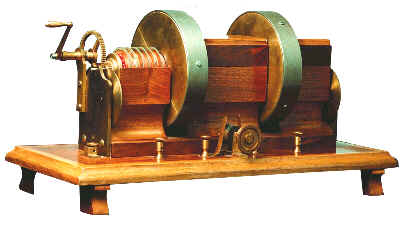
A Jedlik által 1861-ben kigondolt dinamó (Szalóky Albert felvétele)

Jedlik másik – következményeiben korszakalkotó jellegű – szellemi terméke az ún. dinamó-villamos elv felfedezése volt. A dinamó elvét már 1856-ban lefektette, és 1859-ben működött egy egysarki villanyindító, ami a dinamó elvet hasznosította. Jedlik elektrotechnikai munkásságából általában, de helytelenül a dinamó feltalálása él a köztudatban. Pontatlanul azért, mert nem magát a dinamót, mint villamos gépet találta fel, hanem az öngerjesztés elvét ismerte fel, és ennek alapján – bizonyíthatóan a világon elsőként – leírta a dinamó elvét. A hiteles bizonyíték a Magyar Királyi Tudományegyetem tanszékének leltárában Jedliktől származik, amely rögzíti az egysarki villanyindító (Unipolar Induktor) készítésének idejét. A készülék használatára is kitért, a leírás 4. pontjában található az öngerjesztés elvének felfedezése. Okmányszerűen bizonyítható, hogy Jedlik a dinamóelvet Werner Siemens és Sir Charles Wheatstone előtt legalább hat évvel felismerte.

#### Az öngerjesztés elve
Minden korábban mágneses hatás alá került vastestben valamekkora visszamaradó (remanens) mágneses tér van jelen. Ha ebben a gyenge mágneses térben egy vezetőt mozgatunk, és az elmozdulásnak van az erővonalakra merőleges komponense, a vezetőben feszültség indukálódik. Ha ezt a vezetőben létrejövő feszültséget a vastest körüli tekercsre kapcsoljuk, növelni tudjuk a vastestben az erővonalak számát. A nagyobb erővonalsűrűség között mozgatott vezetőben már nagyobb feszültség indukálódik, és így nagyobb áram folyik, ami aztán ismét a vastest erővonalainak a számát növeli. Az öngerjesztés addig növekedhet, amíg a vastest mágnesesen telítetté nem válik; vagy addig, amíg a visszavezetett gerjesztőáramot nem korlátozzák valamilyen szabályzóval.
Mi történnék, ha netalán jelentékeny villanyfolyam mi előtt más célra használtatnék, a delejek körül helyezett tekercseken végig vezettetnék? Ha ez a delejek erejét öregbítené, akkor a villanyfolyam is erősíttetnék, mi által a delejek ismét erősebbekké tétetnének, ezek pedig ismét erősebb villanyfolyamot adandnának, és így tovább, bizonyos határig!
Egysarki villanyindító (Unipolar Induktor), melynek vastag rézhuzalokból készült és csak 12 tekerintésű sokszorozójában megszakadás nélküli villamfolyam indul meg, ha fekmentes helyzetű és ezen alakú hengere, miután egy vagy több Bunsen-féle elem hatása által villanydelejjé változtattatott, a hozzá alkalmazott fogaskerék segítségével forgásba hozatik. Ha egy pár vagy több Bunsen-féle elem villamfolyama sokszorozóján is kellően átvezettetik, az említett forgékony henger magától sebes forgásba jön, melynek iránya a készülék alapdeszkáján létező fordító (Commutator) által ellenkezővé változtathatik.

### Rácsosztó gép
1814-ben Joseph von Fraunhofer felfedezte, hogy a hevített anyagok sajátos színtartományokban bocsátanak ki fényt. Az így létrejött vonalak pontos elemzéséhez azonban folytonos színképre is szükség volt. Ezt Newton óta a fehér fény prizma segítségével való bontásával oldották meg. Optikai rácsok alkalmazásával azonban használhatóbb, szélesebb színképet kaptak. Jedlik az akkor kapható eszközökkel nem volt megelégedve, ezért új gép konstruálásába fogott, ami folyamatos fejlesztőmunkává alakult, és három évtizeden át tartott. Eközben a neki dolgozó műszerésszel lényegében lerakták a magyar finommechanikai műszergyártás alapjait. Az 1840-es évek elején külföldön megjelentek a milliméterenként 300–400 vonást tartalmazó rácsok. A vonalak távolsága azonban nem volt egyforma, így nem kaptak tökéletes színképet. Jedlik ezért nem a vonalak számának növelését tűzte ki célul, hanem a karcolások közeinek egyenletességét. 1860-ra már pontosan dolgozó gépe volt. Egy-egy vonal meghúzása kb. 10 másodpercig tartott, azután a tű felemelkedett, s a gép a következő vonal végének megfelelő pontot tolta a tű alá. Egyetlen rács elkészítése – 12 000 vonal meghúzása – több napig tartott, ezért egy másik találmányát, a villamos motort állította be a gép meghajtására. A gép a dinamóval hajtva önműködően dolgozott. Többféle rácstípust is készített: vonalas, kereszt- és körkörös rácsokat. A rácsok előállítása komoly kémiai ismereteket és sok kísérletezést kívánt (az üveget bevonattal látták el, ezt karcolták és a karcolt felületet maratták), míg végül is Jedlik rátalált a legmegfelelőbb anyagokra. Kitűnő optikai rácsai ismertté és keresetté váltak. Egy párizsi optikus – akitől hajdan Jedlik egy óraműves szabályozású ívlámpát vett – lett a fő terjesztő. A Jedlik-rácsok pontosságukkal és nagy fényerejükkel vívták ki a szakértők elismerését. Segítségükkel a színkép nanométer (10−9 m) alatti hullámhosszfelbontása volt elérhető. Optikai rácsait, amelyeken 1 milliméteren több mint kétezer vonást húzott, még az 1960-as években is használták spektroszkópiai célokra.

### Csöves villámfeszítő

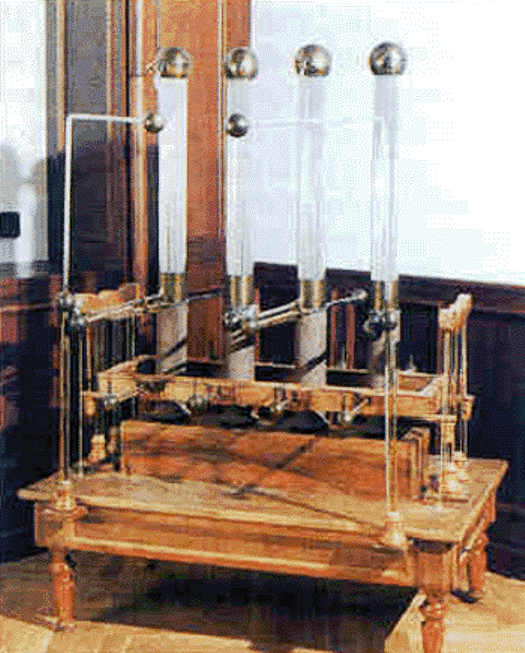
Jedlik Ányos csöves villámfeszítője

Jedlik az 1860–1870-es években fordult a nagyfeszültségű jelenségek irányába. Problémát jelentett a nagyfeszültség megbízható, reprodukálható előállítása. Már rendelkezésre álltak a dinamó elektromos elven működő villamos gépek, amelyek alkalmasak voltak üzemszerűen villamos energiát termelni. A feszültség növelése tekercselési menetszámok növelésével – elvileg – korlátlanul lehetséges volt, komoly gátat jelentettek azonban a rendelkezésre álló lehetséges szigetelőanyagok. A villamos szilárdság, a kúszóáramok, a rostos anyagok nedvességérzékenysége korlátozta a lehetőségeket. Figyelme az elektrosztatikus elven működő influenciagép felé fordult. A korábban alkalmazott üveg, illetve keménygumi (ebonit) helyett impregnált papírt használt szigetelőként, ami kitűnően bevált az adott célra. A sokszorozás elvét a „Leydeni palackok láncolata” című munkájában fogalmazta meg 1863-ban. Sokéves kísérletezés után továbbfejlesztette, és leydeni palackok helyett üvegcsöves rézkondenzátor kötegekből nagy kapacitású és feszültségű kondenzátorokat készítve valósította meg a feszültségsokszorozást. Influenciagépével ugyanis kondenzátorokat töltött fel párhuzamos kapcsolásban az átütés határáig, majd pedig a párhuzamos kapcsolást felbontva a feltöltött kondenzátorokat sorba kapcsolta. Kezdetben töltéstárolóként leydeni palackokat alkalmazott, majd pedig ezeket saját „csöves villámszedőivel” váltotta ki. Négy oszlopban 50-50 csövet használt kondenzátortelepként. Ezzel a berendezéssel 60-90 centiméter hosszúságú kisüléseket sikerült előállítania levegőben. 1863-ban publikálni akarta eredményét az Annalen der Physik und Chemie című folyóiratban, de a szerkesztő a cikket terjedelme miatt nem tartotta leközölhetőnek. Az 1873-as bécsi világkiállítás azonban meghozta a sikert. A Siemens elnökletével vezetett nemzetközi bizottság legnagyobb elismerését, a „Haladásért érdemrend”-et nyerte el.
Alapelvét az atomtechnikai kutatások kezdetén használták fel.

### Galvánelemek és villanyvilágítás
Az 1840-es évektől kezdve – az ívlámpás világítás nagy áramigénye miatt – kezdett Jedlik az elemek tökéletesítésével foglalkozni. A kor legjobb telepeit, a Bunsen-elemeket vizsgálva jött rá arra, hogy a belső ellenállás csökkentésével érheti el célját. Az addig használatos egysavas merítőelemek helyett kétfolyadékos battériákat készített, amikben a kétféle savat előbb agyagdiafragma, majd később impregnált papír választotta ketté. Ilyen elemeket küldött ki az 1855-ös párizsi világkiállításra, de ezek a hanyag szállítás miatt tönkrementek. Néhány épen maradt cellát tudott csak a bizottság megvizsgálni, és ezek hatását erősebbnek találták a megfelelő Bunsen-telepeknél. Ezt az eredményt bronzéremmel jutalmazták, Pesten pedig üzemet hoztak létre a gyártáshoz. Telepei ismertek és keresettek voltak, Párizsba, sőt Konstantinápolyba is szállítottak belőlük. Az elemeket és az ívlámpás világítást 1856-ban Pannonhalmán is bemutatta. 
Este az ősmonostor négyszög udvarában 22 elemből álló Jedlik-féle villanytelepet szerepeltettünk. A fény olyan erős volt, hogy dacára a holdtöltének, a templom tornya égni látszott, és a szentmártoniak már a hegy felé tartottak, hogy a tüzet eloltsák

### Szódavíz

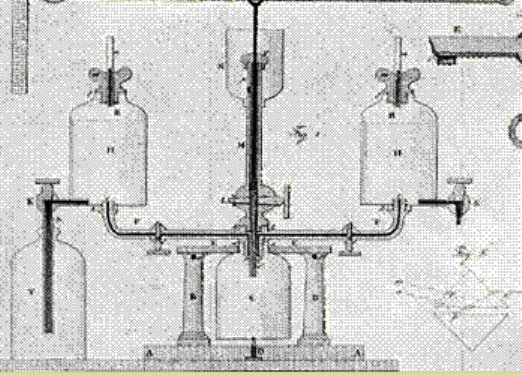
A „savanyúvízi készület” rajza

1826-ban, hogy rendtársait meglepje, szerkesztette meg „apparatus acidularis” nevű berendezését, amellyel mesterséges szénsavas víz volt előállítható. Az apparátust magyarul „savanyúvízi készület”-nek nevezte. Később tervei alapján épült fel az első szikvízüzem. Sajnos ez hamar csődbe ment, így a nagy találmány akkor még kiaknázatlan maradt.
De ennek ellenére a fröccs, mint italkeverék feltalálása is az Ő nevéhez fűződik. 
Egyik palaczkban foglaltatik a savanyú vizeknek legegyszerűbbike, mellyben a közönséges vizen, és avval egyesült szénsavon kívül semmi más ásványos rész nem találtatik. Ezen víz nagyobb mértékben bírja magában tartani a szabad szénsavat, mint az, mellyben a szénsavon kívül még többféle savak is felolvadvák; pohárba töltetvén szüntelen szénsav buborékokat hány, még a szénsav nagyobb része el nem röpül; legjobb tehát a poharat azonnal, hogy megtöltetett, ki is üríteni, különben a víz sokat vesztene kellemes csípősségébül.
A szódavízgyártó gép leírását Jedlik Bécsbe küldte, a Zeitschrift für Physik und Mathematik című folyóiratnak. A latin nyelvű cikket német fordításban „Bereitung Künstlicher Säuerlinge” címmel jelentették meg.

## Elismerései, társulati tagságai

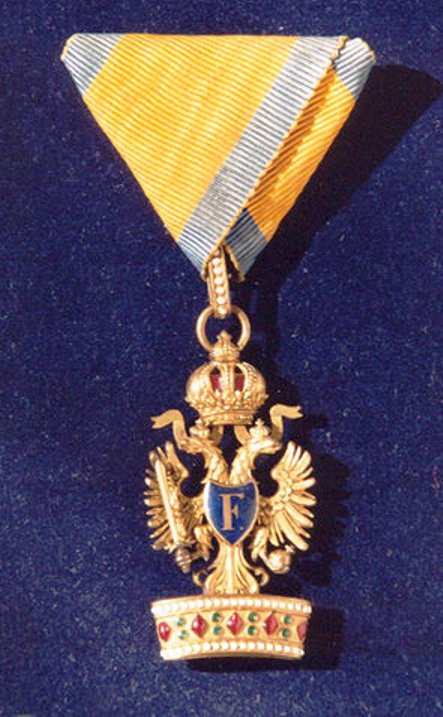
A Vaskorona-rend kitüntetés

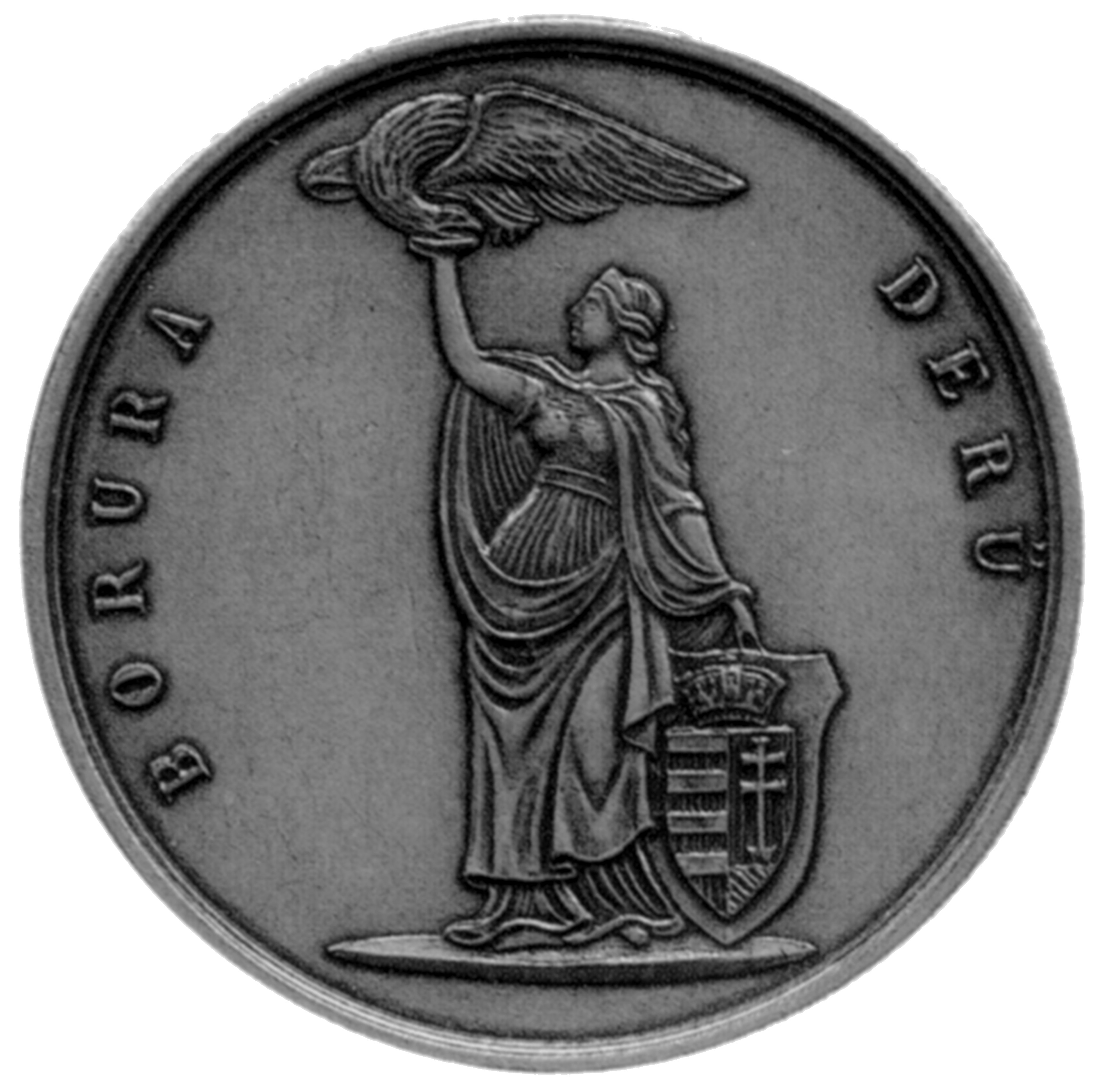
A „Súlyos testek természettana” tankönyvéért kapott díj reprodukciója, az Akadémia jelmondatával

- 1855 – a párizsi világkiállítás bronzérme
- 1858 – a Magyar Tudományos Akadémia rendes tagja
- 1858 – a „Súlyos testek természettana” tankönyvéért a Magyar Tudományos Akadémia nagyjutalma
- 1863 – a Királyi Magyar Természettudományi Társulat 1. számú tagja
- 1863 – a Tanárvizsgáló Bizottságnak tagja
- 1863 – a pesti egyetem rektora
- 1864 – a pesti egyetem prorektora
- 1867 – királyi tanácsos
- 1873 – „Haladásért érdemrend”
- 1873 – a Magyar Tudományos Akadémia tiszteleti tagja
- 1879 – II. osztályú Vaskorona-rend[7]
- 1891 – a Mathematikai és Physikai Társulat első rendes tagja

## Emlékezete

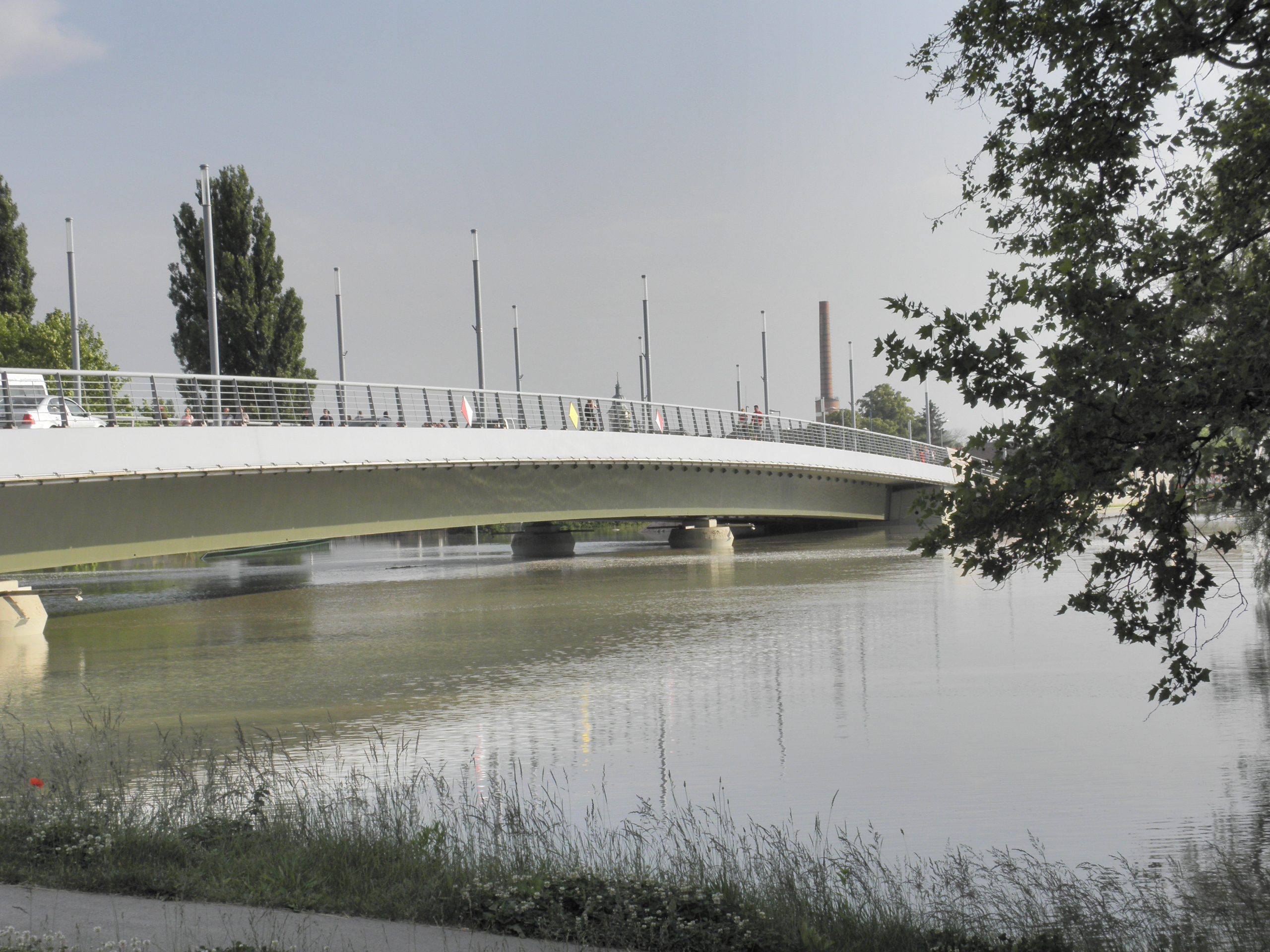
Jedlik Ányos-híd, Győr

Emlékét ápolja a nevét viselő Jedlik Ányos Társaság (JÁT), a győri Czuczor Gergely Bencés Gimnáziumban a Társaság által létrehozott állandó Jedlik-kiállítás, a ma Szlovákiában található szülőfalujának, Szímőnek (szlovákul Zemné) Jedlik-múzeuma, valamint a nevét viselő oktatási intézmények, közterületek. A Magyar Elektrotechnikai Múzeum Jedlik-terme. A Szellemi Tulajdon Nemzeti Hivatala és vele párhuzamosan a szímői Jedlik Ányos Társaság évente egy alkalommal Jedlik-díjakat oszt ki. Több városban Budapesten, Győrben, Dunaharasztiban Pozsonyban, Kassán, Nyitrán és Zsolnán is utca viseli nevét. Kassán a róla elnevezett utca a külvárosban található. Itt van a város több diákotthona, többek között az Szakkay József Szakközépiskoláé, ami Kassa egyetlen magyar nyelvű szakközépiskolája. A sírfelirata egy bibliai idézet: „Az igazak örökké élnek.”

## Származása
| Jedlik Ányos szül. Jedlik István (Szímő, 1800. jan. 11.–Győr, 1895. dec. 13.) természettudós, feltaláló | Apja: Jedlik Ferenc (1771 körül – Szímő, 1821. okt. 27.)                   |                                                                              |                                                                             |
| Jedlik Ányos szül. Jedlik István (Szímő, 1800. jan. 11.–Győr, 1895. dec. 13.) természettudós, feltaláló | Apja: Jedlik Ferenc (1771 körül – Szímő, 1821. okt. 27.)                   |                                                                              |                                                                             |
| Jedlik Ányos szül. Jedlik István (Szímő, 1800. jan. 11.–Győr, 1895. dec. 13.) természettudós, feltaláló | Apja: Jedlik Ferenc (1771 körül – Szímő, 1821. okt. 27.)                   |                                                                              |                                                                             |
| Jedlik Ányos szül. Jedlik István (Szímő, 1800. jan. 11.–Győr, 1895. dec. 13.) természettudós, feltaláló | Apja: Jedlik Ferenc (1771 körül – Szímő, 1821. okt. 27.)                   |                                                                              |                                                                             |
| Jedlik Ányos szül. Jedlik István (Szímő, 1800. jan. 11.–Győr, 1895. dec. 13.) természettudós, feltaláló | Anyja: negyedi Szabó Róza (Negyed, 1773. dec. 29. – Szímő, 1828. okt. 24.) | Anyai nagyapja: negyedi Szabó István (Negyed, 1747 – Negyed, 1810. jan. 30.) | Anyai nagyapai dédapja: negyedi Szabó István (Taksony, 1686 – Negyed, 1755) |
| Jedlik Ányos szül. Jedlik István (Szímő, 1800. jan. 11.–Győr, 1895. dec. 13.) természettudós, feltaláló | Anyja: negyedi Szabó Róza (Negyed, 1773. dec. 29. – Szímő, 1828. okt. 24.) | Anyai nagyapja: negyedi Szabó István (Negyed, 1747 – Negyed, 1810. jan. 30.) | Anyai nagyapai dédanyja: negyedi Takács Erzsébet                            |
| Jedlik Ányos szül. Jedlik István (Szímő, 1800. jan. 11.–Győr, 1895. dec. 13.) természettudós, feltaláló | Anyja: negyedi Szabó Róza (Negyed, 1773. dec. 29. – Szímő, 1828. okt. 24.) | Anyai nagyanyja: Atkáry Erzsébet (Negyed, 1755 – Negyed, 1806. dec. 31.)     |                                                                             |
| Jedlik Ányos szül. Jedlik István (Szímő, 1800. jan. 11.–Győr, 1895. dec. 13.) természettudós, feltaláló | Anyja: negyedi Szabó Róza (Negyed, 1773. dec. 29. – Szímő, 1828. okt. 24.) |                                                                              |                                                                             |

## Nagyobb dolgozatai
- Villany-mágnesi villam-tünemények, 1841, 1842
- Leydeni palaczkok lánczolata, 1863
- Csöves villamszedő, 1867
- A csöves villamszedők láncolatáról, 1879
- Über die Anwendung des Elektromagnetes bei elektrodynamischen Rotationen, 1858
- Über Ketten aus Röhren bestehender Electrizitätsrecipienten, 1882
- A villanytelepek egész működésének meghatározása, 1859

## Főbb művei
- Természettan elemei
  - 1. A sulyos testek' természettana. Pest, 1850
  - 2. Sulytalanok természettana
    - Első szakasz: Hőtan. (Hallgatók számára), Pest, 1851
    - Második szakasz: Fénytan., (Hallgatók számára), Pest, 1851
- Beszéd a természettudományok fontosságáról az emberi nem anyagi jólétére nézve, tekintettel hazánkra, Egyetemi Nyomda, Budapest, 1864

## A nevét viselik
- GYSZC Jedlik Ányos Gépipari és Informatikai Technikum és Kollégium, Győr
- Jedlik Ányos Elektrotechnikai Szakközépiskola és Kereskedelmi Akadémia, Érsekújvár (Szlovákia, szlovákul: Stredná priemyselná škola elektrotechnická Štefana Aniána Jedlíka)
- Jedlik Ányos Gimnázium, Budapest XXI. kerület (Csepel)
- Jedlik Ányos Tudományos Ismeretterjesztő Társaság, Miskolc
- Veszprémi Egyetem Jedlik Ányos Szakkollégiuma
- Jedlik Ányos matematika és fizikaverseny[19]
- Jedlik Ányos fényhíd (Győr)[20]
- Jedlik Ányos utca (Budapest XVIII. kerülete)
- Jedlik Ányos utca (Győr)
- Jedlik Ányos utca (Dunaharaszti)
- Jedlik Ányos utca (Sóskút)
- Jedlik Ányos utca (Pozsony) (Szlovákia, szlovákul: Jedlíkova ulica (Bratislava))
- Jedlik Ányos utca (Komárom) (Szlovákia, szlovákul: Ulica Aniána Jedlíka (Komárno))
- Jedlik Ányos utca (Kassa) (Szlovákia, szlovákul: Jedlíkova ulica (Košice))
- Jedlik Ányos utca (Nyitra) (Szlovákia, szlovákul: Jedlíkova ulica (Nitra))
- Jedlik Ányos utca (Zsolna) (Szlovákia, szlovákul: Jedlíkova ulica (Žilina))
- Jedlik Ányos utca (Szímő) (Szlovákia, szlovákul: Jedlíkova ulica (Zemné))
- Jedlik Ányos program[21]

## Galéria

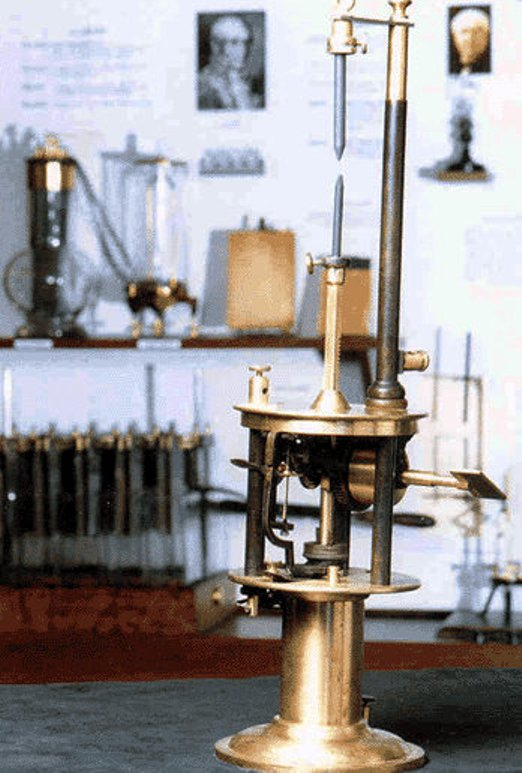
Szénrudas, szabályozott ívlámpa
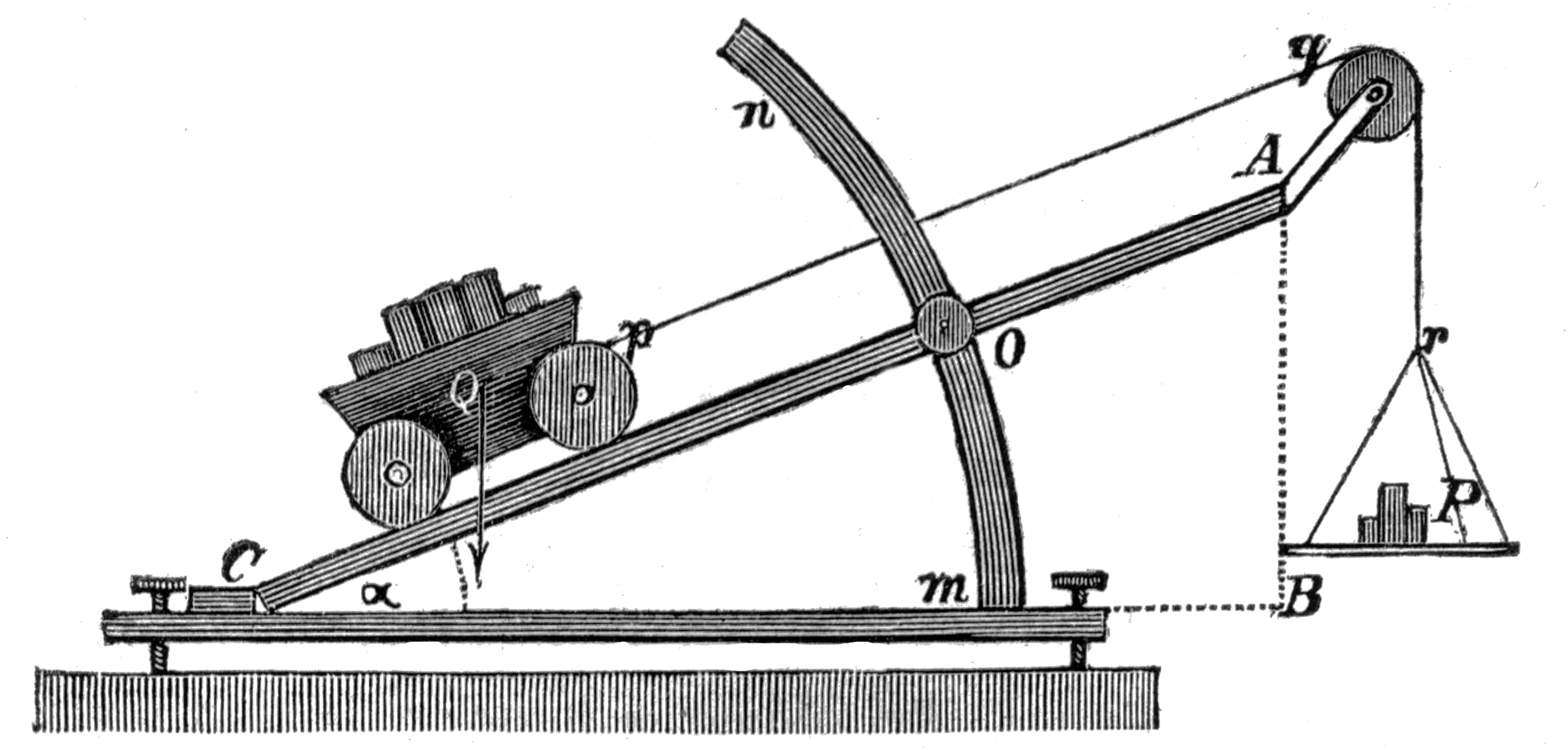
Fizika szemléltető eszköz rajza a lejtőről
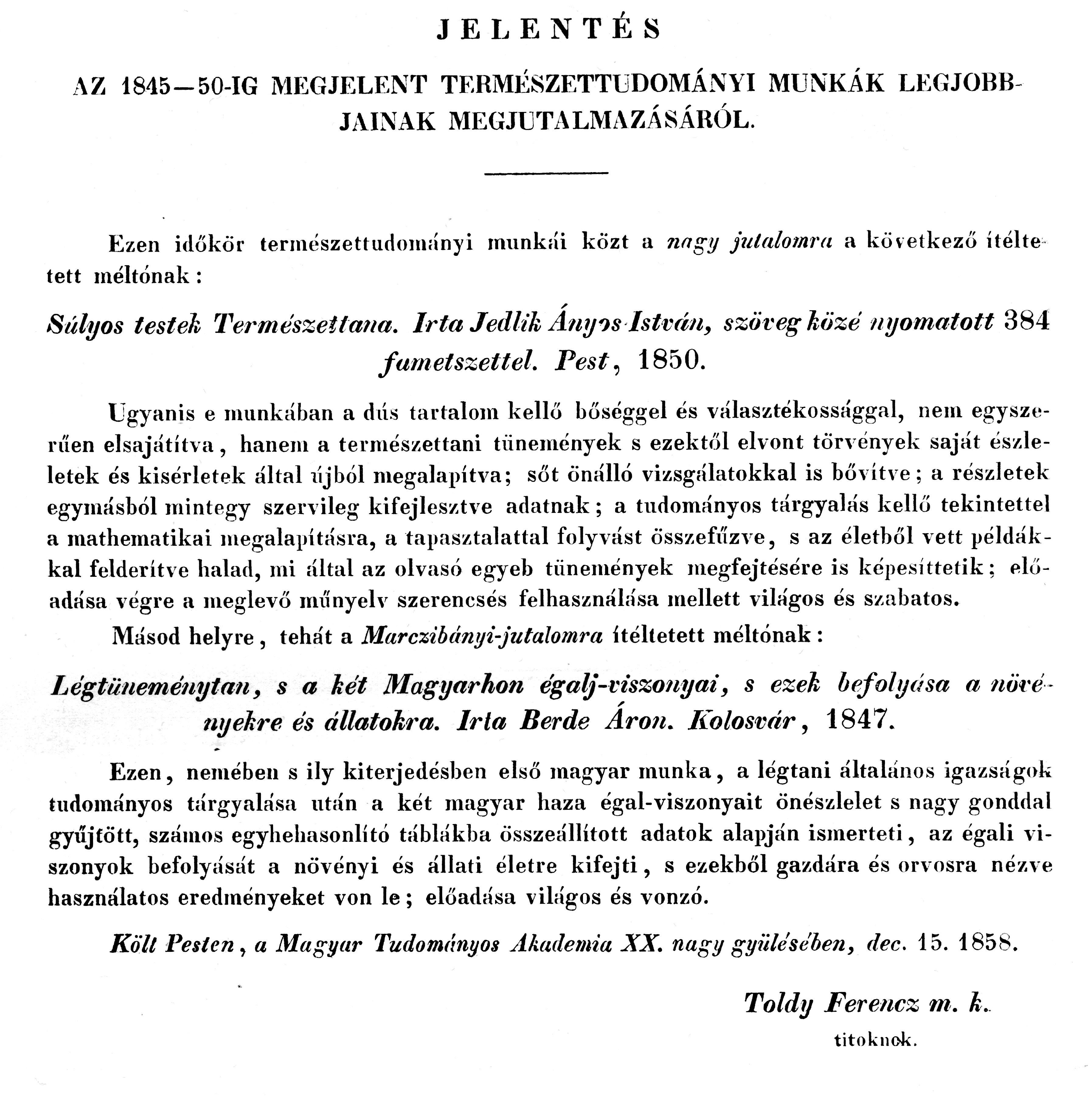
Jelentés az 1845–1850-ig megjelent természettudományi munkák legjobbjainak díjazásáról
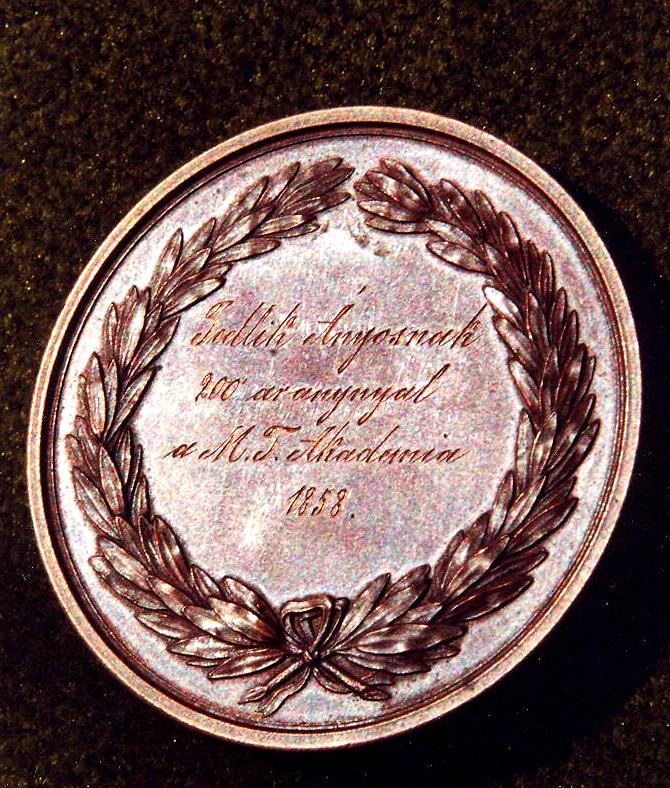
A Magyar Tudományos Akadémia díja
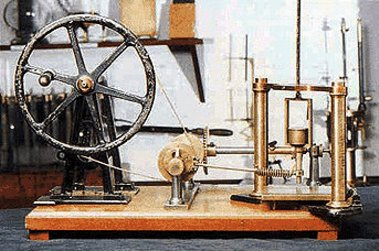
Mechanikus rezgéskeltő

### Munkásságát elemző fontosabb művek
- Horváth Árpád. A dinamó regénye – Jedlik Ányos életútja. Budapest: Királyi Magyar Egyetemi Nyomda (1944)
- Horváth Árpád. A megkésett világhír. Budapest: Móra Könyvkiadó (1980)
- Verebélÿ László. Jedlik Ányos két úttörő találmányáról. Budapest: Jedlik Ányos Társaság (1994)
- Ferenczy Viktor. Jedlik Ányos István élete és alkotásai, 1800–1895. Győr: Czuczor Gergely Bencés Gimnázium (2000)
- Király Árpád (főszerkesztő). Jedlik Ányos emlékezete születésének 200. évfordulóján. Budapest: Jedlik Ányos Társaság (2000)
- Király Árpád (főszerkesztő). Jedlik Ányos tisztelete. Budapest: Jedlik Ányos Társaság (2002)
- Mayer Farkas: Epizódok Jedlik Ányos életéből, sajtó alá rendezte: Gazda István, szerkesztette és jegyzetekkel ellátta: Székács István, közreműködött: Bodorné Sipos Ágnes, Jedlik Ányos Társaság / Magyar Szabadalmi Hivatal, Budapest, 2. javított kiadás, 2010, {{ISBN 978-963-88808-0-2}}
- S. Wagner, Francis. Hungarian Contributions to World Civilization (angol nyelven). Bratislava: Alpha Publications (1977. augusztus 14.). ISBN 0912404043
- Denton, Tom. Automobile Electrical and Electronic Systems (angol nyelven). Butterworth-Heinemann (2004. augusztus 14.). ISBN 0750662190
- Bulletin of the International Committee of Historical Sciences (francia nyelven). Paris: Les presses universitaires de France (1933)
- H. T. Pledge. Science since 1500 – A short history of mathematics, physics, chemistry, biology (angol nyelven). London: Moran Pr (2007. augusztus 14.). ISBN 9781406768725S

### Egyéb
- Jedlik Ányos motorjának (1830) fényképe a FizKapu honlap FizFotó rovatában. fizkapu.hu. (Hozzáférés: 2011. május 5.)
- Villamdelejes forgony. emuzeum.hu/videotar. (Hozzáférés: 2011. május 5.)[halott link]
- emuzeum videótár Villamfeszítő, 1873. emuzeum.hu/videotar. (Hozzáférés: 2011. május 5.)[halott link]
- Restaurálták Jedlik Ányos villamfeszítőjét. Múlt-kor. (Hozzáférés: 2011. május 5.)
- Jedlik Ányos munkásságáról. mek.oszk.hu. mek.oszk.hu: MEK (Hozzáférés: 2014. május 21.)
- Eötvös Loránd: Jedlik Ányos emlékezete, az MTA 1897. május 9-i közülésén tartott előadásának szövege, Budapest, 1928
- Láday Győző: Emlékezés három hírneves budapesti egyetemi tanárról, 2. rész, Jedlik Ányos István, Margó Tivadar, apáti Than Károly, Révész Nyomda, Marosvásárhely, 1909
- Zelovich Kornél: Jedlik Ányos, az elektrotechnika magyar úttörője, Franklin Nyomda, Budapest 1929
- Verebély László: Jedlik Ányos két úttörő találmánya, Magyar Elektrotechnikai Egyesület, Budapest, 1930
- Ferenczy Viktor: Jedlik Ányos István élete és alkotásai, 1800–1895, 1-4., Győregyházmegyei Alap Nyomdája, Győr, 1936–1939
  - 1. Életének első félszázada / Jedlik a szódavízgyártás történetében / Érdemei az optikai rácsok terén, 1936
  - 2. Jedlik munkássága a galvántelepek tökéletesítésében, 1937
  - 3. Villamfeszítők, mótorok, induktorok, dinamók, 1938
  - 4. Az oktatás és műnyelv ügyéért / Tudós társulatokban / Légszivattyúk, rezgési készülékek / A nyugalom évei, 1939
- Koczkás Gyula: Jedlik Ányos, a parasztfiúból lett fizikus, Szikra, Budapest, 1946, (Szabad Föld könyvtára)
- Horváth Árpád: Jedlik Ányos, Akadémiai, Budapest, 1974, (A múlt magyar tudósai)
- Bemutatkozik a Jedlik Ányos Társaság, szerkesztette: Tavaszy Ferenc, Nagy Lajosné, sajtó alá rend. Gazda István, Jedlik Ányos Társaság, Budapest, 1993, (A Jedlik Ányos Társaság kiadványai)
- Jedlik-bibliográfia. Szakirodalmi munkássága és a róla szóló irodalom válogatott bibliográfiája, bibliográfia: Ferenczy Viktor, Horváth Árpád és Morvai Imréné; kiegészítette és sajtó alá rendezte: Gazda István, előszó: Király Árpád, Jedlik Ányos Társaság, Budapest, 1995, (A Jedlik Ányos Társaság kiadványai)
- Priskin Magdolna: Szimő – Jedlik Ányos-emlékszoba, Komáromi, Komárno, 1997, (Honismereti kiskönyvtár)
- Németh József: Jedlik Ányos, Műszaki, Budapest, 1997, (Magyar feltalálók, találmányok)
- Szalóky Albert: Győr – Jedlik Ányos emlékkiállítás, TKM Egyesület, Budapest, 1998, (Tájak, korok, múzeumok kiskönyvtára)
- Jeszenszky Sándor: Jedlik Ányos, az első magyar elektrotechnikus, kiállításrendező: Antal Ildikó és Szilágyi László, Magyar Elektrotechnikai Múzeum, Budapest, 2000
- Jedlik Ányos, tan., szövegvál.: Kovács László, OPKM, Budapest, 2000, (Tudós tanárok, tanár tudósok)
- Soóky Andrea: Kik voltak ők valójában? Tudósok, feltalálók kézírásának nyomában (Jedlik Ányos, Bolyai János, Eötvös Loránd, Bánki Donát, Neumann János), grafológiai elemzések, szerkesztő: Oroszlán Éva, DFT Hungária, Budapest, 2005, (Grafológiai személyiségelemző sorozat), ISBN 963-9473-82-0
- Szímőtől Nyíregyházáig, Okteszt, Nyíregyháza, 2008
- Velner András: Jedlik Ányos, Elektra Kiadóház, Budapest, 2008, (Heuréka)
- Tudományos ismeretterjesztés Magyarországon. A társulat 170 éve. A "Jedlik Ányos" Tudományos Ismeretterjesztő Társaság 10 éve, összeáll. Macsugáné H. Marianna, "Jedlik Ányos" Tudományos Ismeretterjesztő Társaság, Miskolc, 2012
- Jedlik életképek, 1800–1895, gyűjtötte: Mayer Farkas, összeállította: Antal Ildikó és Gazda István, sajtó alá rendezte: Riczel Etelka, Jedlik Ányos Társaság–Magyar Tudománytörténeti és Egészségtudományi Intézet, Szímő–Budapest, 2021